# Computer Literacy Bookshops
Computer Literacy Bookshops foi uma cadeia local de livrarias que vendem livros principalmente orientados assuntos técnicos, situada ao no norte da Califórnia. Foi fundada em 1983 em Sunnyvale, Califórnia, onde sua principal área de concentração de vendas ocorria em livros técnicos o que se encaixava perfeitamente com a base de clientes do Vale do Silício, onde estava situada.
A Computer Literacy foi adquirida pela CBooks Express em 1997, e depois de ter sido comercializado como fatbrain.com, vendendo livros tanto online como em lojas físicas.  A Fatbrain foi adquirida pela Barnes & Noble em 2000, que absorveu a  empresa e encerrou as lojas físicas no ano seguinte.